# Jane Rogers
Jane Rogers (London, 1952. július 21. –) brit író, szerkesztő, forgatókönyvíró és tanár. A Mr. Wroe's Virgins és a The Voyage Home című regényei révén vált híressé. Rogersszet 1994-ben beválasztották a Royal Society of Literature irodalmi társaságba.
Legutóbbi regénye, a Jessie Lamb testamentuma jelölést kapott a Man Booker-díjra, és megnyerte az Arthur C. Clarke-díjat.

## Bibliográfia
- The Voyage Home
- Island
- Promised Lands
- Mr. Wroe's Virgins
- The Ice is Singing
- Her Living Image
- Separate Tracks
- The Testament of Jessie Lamb

## Magyarul
- Jessie Lamb testamentuma; ford. Béresi Csilla; Ad Astra, Bp., 2013

## Díjak és elismerések
- 1994 – Royal Society of Literature taggá választása.
- 2011 – Man Booker-díj jelölés (a Jessie Lamb testamentumáért)
- 2011 – Arthur C. Clarke-díj (a Jessie Lamb testamentumáért')